# سوزی کریر
سوزی کریر (فرانسوی: Suzy Carrier‎؛ ۱۳ نوامبر ۱۹۲۲ – ۲۹ نوامبر ۱۹۹۹) هنرپیشه اهل فرانسه بود.
از فیلم‌هایی که وی در آنها نقش داشته است می‌توان به پدر دختر اشاره کرد.